# Hans van Manen
Hans Artur Gerhard van Manen (Nieuwer-Amstel, 11 de julio de 1932) es un bailarín, coreógrafo y fotógrafo neerlandés. Con Jiří Kylián es el principal exponente de la escuela neerlandesa de ballet, que tuvo gran prestigio especialmente en los años 1980.

## Biografía
Se inició en 1951 como miembro del ballet de Sonia Gaskell. En 1952 se unió al Nederlandse Opera Ballet, donde creó su primera obra, Feestgericht (1957). También trabajó con Roland Petit en París. En 1960 ingresó en el Nederlands Dans Theater, donde fue director artístico (1961-1971). Entre 1988 y 2003 fue coreógrafo residente del NDT, y en 2003 fue nombrado coreógrafo del Ballet Nacional Holandés. El año 2000 ganó el Premio Erasmus.
Su estilo es ecléctico y personal, con fusión de diversas técnicas y especial atención a la forma, en composiciones de grupos geométricos que se mueven al unísono. Minimiza la parte dramática para centrarse en el movimiento, destacando la evolución espacial de sus bailarines. Entre sus obras más destacadas figuran: Grosse Fuge (1971), Four Schumann Pieces (1975) y Five Tangos (1977), con música de Astor Piazzolla.

## Obras
- De maan in de trapeze (1959; música de Benjamin Britten)
- Symphony in three movements (1963; Igor Stravinsky)
- Metaforen (1965; D. Lesur)
- Vijf schetsen (1966; Paul Hindemith)
- Variomatic (1968; Lennox Berkeley)
- Squares (1969; Z. Szilassy)
- Grosse Fuge (1971; Ludwig van Beethoven)
- Opus Lemaitre (1972; Johann Sebastian Bach)
- Daphnis en Chloë (1972; Maurice Ravel)
- La consagración de la primavera (1974; Igor Stravinsky)
- Collective symphony (1975; muziek Igor Stravinsky)
- 5 Tango's (1977; Astor Piazzolla)
- Pianovariaties I (1980; J.S. Bach y Luigi Dallapiccola)

- II (1981; Serguéi Prokófiev)
- III (1982; Erik Satie)
- IV (1982; Claude Debussy)
- V (1984; Claude Debussy)

- Balletscènes (1985; Igor Stravinsky)
- Clogs (1987)
- Shaker loops (1988; John Coolidge Adams)
- Black cake (1989), Brainstorm (1989), Visions fugitives (1990; Serguéi Prokófiev)
- Andante (1990; Wolfgang Amadeus Mozart)
- Two (1990; Ferruccio Busoni)
- Shorthand – six Stravinsky pieces (1993)
- Polish pieces (1995)
- Kammerballet (1995)
- Déjà vu (1995)
- The old man and me (1996)
- Illusion (2000; Erkki-Sven Tüür)
- Frank Bridge Variations (2005; Frank Bridge)
- Six Piano Pieces (2006)
- Dreaming About You (2006)